# Rusia Esperantista Junulara Movado
A Rusia Esperantista Junulara Movado (REJM) (magyar: Orosz Ifjúsági Eszperantó Szövetség) a Rusia Esperantista Unio - Orosz Eszperantó Szövetség (REU) és a Eszperantó Ifjúsági Világszervezet - TEJO nemzeti szekciója. A REJM a SEJM-2 utódszervezete, ami valójában már több mint egy évtizede nem létezik. Az alapító konferenciára 2000 februárjában került sor Csebokszáriban, a REU kongresszusának részeként. A szervezet koordinátorának Vitalij Malenkót választották, aki egy kis szünettel 2004 nyaráig vezette a szervezetet. A REJM független szervezet volt 2005-ig, amikor is a REU szekciója lett. Mostantól a REU minden fiatal (31 év alatti) tagja automatikusan a REJM tagjának minősül.

## Bemutatása
A szervezet legfőbb szerve, a REJM Konferenciája minden évben országos rendezvények keretében ülésezik. A REJM-hez való csatlakozáshoz a jelentkezőnek le kellett tennie egy alapszintű eszperantó nyelvvizsgát, vagy két REJM-tagnak kellett megerősítenie a nyelvtudását. A REU-val való egyesülés óta ezt a gyakorlatot már nem folytatják. A REJM minden tagját az éves díj fizetése mellett arra biztatják, hogy iratkozzon fel a REGo országos eszperantó hírlevélre.
A REJM információs orgánuma a REJM-info, amely évente hat alkalommal jelenik meg a REU - Orosz Eszperantó Újság (REGo) - orgánumának négyoldalas részeként.
2006 novembere óta a REJM valójában egy online hírlevelet jelentet meg a weben.
2005 óta a REJM tevékenysége megegyezik a REU tevékenységével. A REJM fő eseménye az OkSEJT (Nyugati Nyári Eszperantó Ifjúsági Tábor), amelyet minden évben Oroszország európai részének különböző régióiban, nem rendszeresen, rendeztek meg. Az utolsó 2006 augusztusában történt Volgográd közelében. A REJM egy másik rendezvénye Oroszország ázsiai részén - az OrSEJT (Nyugati Nyári Eszperantó Ifjúsági Tábor) szintén rendszertelenül zajlott. Az ifjúsági szervezet utolsó fontos eseménye az Orosz Eszperantó Ifjúsági Kongresszus (REJK) volt, amelyre 2006 novemberében került sor Nyizsnyij Novgorodban. Ekkor megválasztották a szervezet 4 tagú elnökségét Vitalij Malenko (Zsukovszkij, Moszkva tartomány) vezetésével. A vezetőségben  ott voltak még: Jekatyerina Predacsenko (Cseboksary), Marija Terjohina (Moszkva),Diana Szakajeva (Nizsnyij Novgorod). 
Egy másik rendezvény, amelyet a REU-val közösen bonyolítottak le, az Esperanto – Lingvo Arta művészeti fesztivál volt. 
Emellett a REJM eszperantista vezetőképző szemináriumokat is tartott.
2009-2010-ben jött létre a Verda Filmejo - Eszperantó filmek  weboldal is.

## Fordítás
- Ez a szócikk részben vagy egészben  a   Rusia Esperantista Junulara Movado című eszperantó Wikipédia-szócikk ezen változatának fordításán alapul.  Az eredeti cikk szerkesztőit annak laptörténete sorolja fel. Ez a jelzés csupán a megfogalmazás eredetét és a szerzői jogokat jelzi, nem szolgál a cikkben szereplő információk forrásmegjelöléseként.